# Farol da Selvagem Pequena
O farol da Selvagem Pequena é um farol português que se localiza na Selvagem Pequena, nas ilhas Selvagens, no arquipélago da Madeira.
O farol esta instalado à altitude de 49 m, no pico do Veado, numa coluna de betão com 1 m de altura.